# اکسو، نازیلی
اکسو، نازیلی (به لاتین: Aksu, Nazilli) یک منطقهٔ مسکونی در ترکیه است که در استان آیدین واقع شده‌است.

## خصوصیات
اکسو ۸۹۵ نفر جمعیت دارد.